# ميسي هيغنس
ميليسا «ميسي» موريسون هيغنس (Melissa "Missy" Morrison Higgins) من مواليد 19 أغسطس 1983.هي مغنية وكاتبة أغاني وموسيقية وممثلة.تصدرت قائمة أفضل ألبوم في أستراليا عدة مرات، كما رشحب لنيل جوائز أريا الموسيقية 12 مرة فازت منها بسبعة جوائز.أبدت شغفا من جهة أخرى بحقوق الحيوانات والمشاكل الطبيعية.

## روابط خارجية
- ميسي هيغنس على موقع IMDb (الإنجليزية)
- ميسي هيغنس على موقع ميوزك برينز (الإنجليزية)
- ميسي هيغنس على موقع أول ميوزيك (الإنجليزية)
- ميسي هيغنس على موقع ديسكوغز (الإنجليزية)
- ميسي هيغنس على موقع قاعدة بيانات الفيلم (الإنجليزية)